# Левый Малый Сернур
Левый Малый Сернур (мар. Изи Илышъял) — деревня в Сернурском районе Республики Марий Эл. Входит в состав Сердежского сельского поселения.

## География
Находится в северо-восточной части республики Марий Эл на расстоянии приблизительно 4 км на северо-восток от районного центра посёлка Сернур.

## История
Образовалась в результате слияния деревень Агаево и Средний Малый Сернур в 1930-е годы. В 2005 году значилось 12 домов. В советское время работали колхозы «Огародо», «Пеледыш», «Знамя».

## Население
Население составляло 25 человек (мари 100 %) в 2002 году, 24 в 2010.